# Tamilska befrielsetigrarna

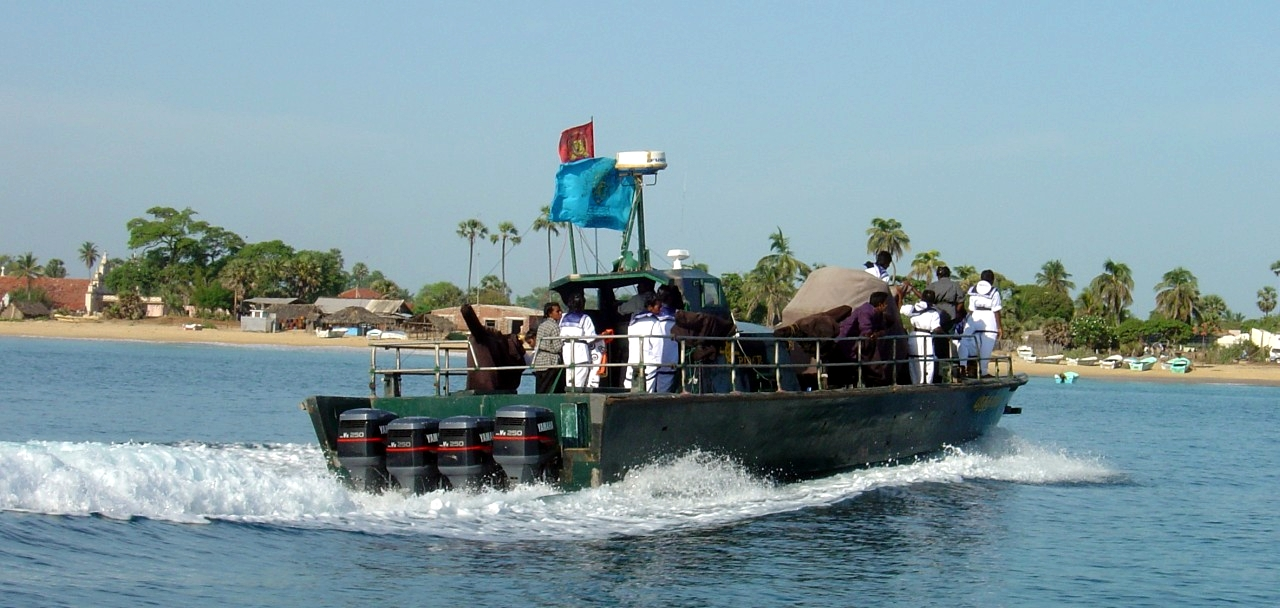
En tamilsk gerillabåt.

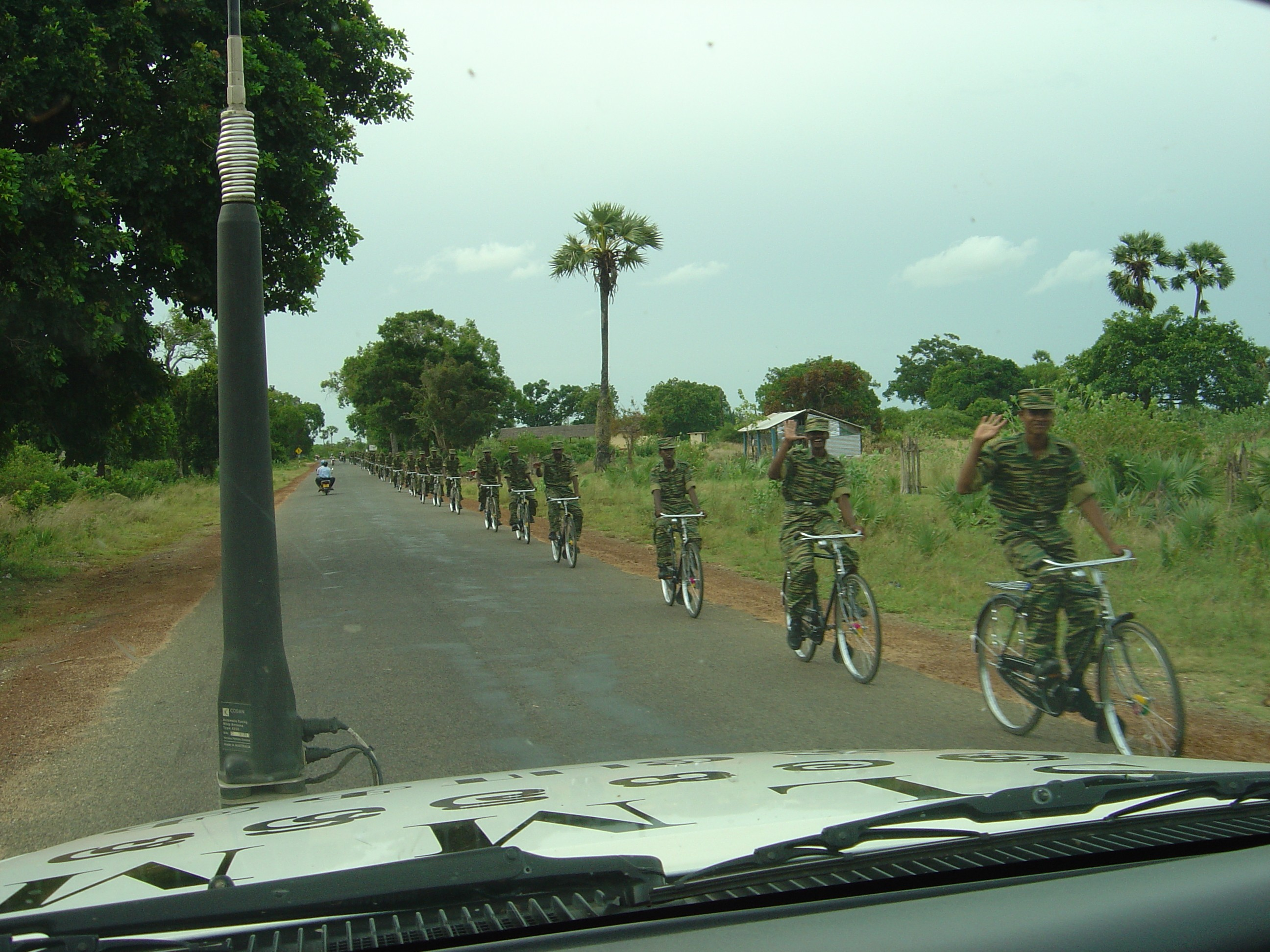
En cykelburen LTTE-pluton.

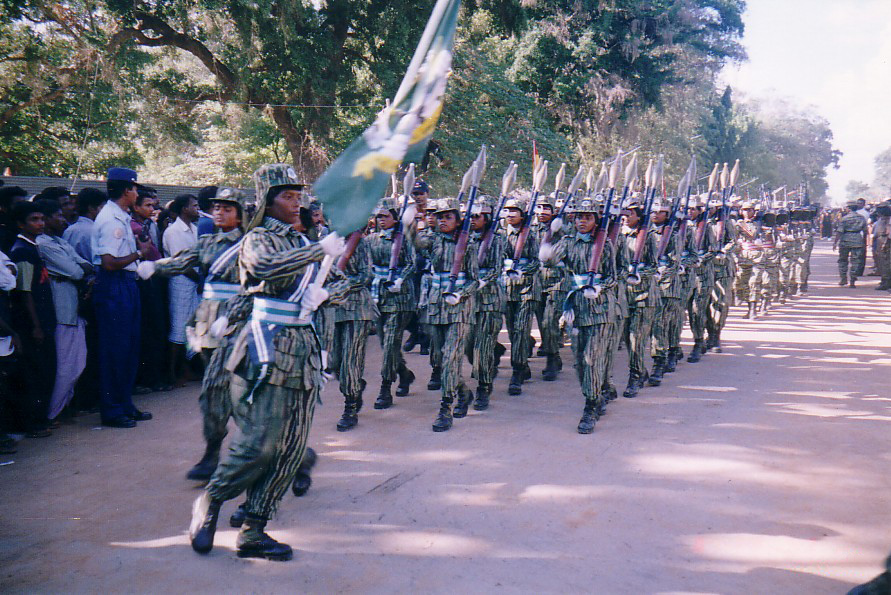
Kvinnliga LTTE-soldater.

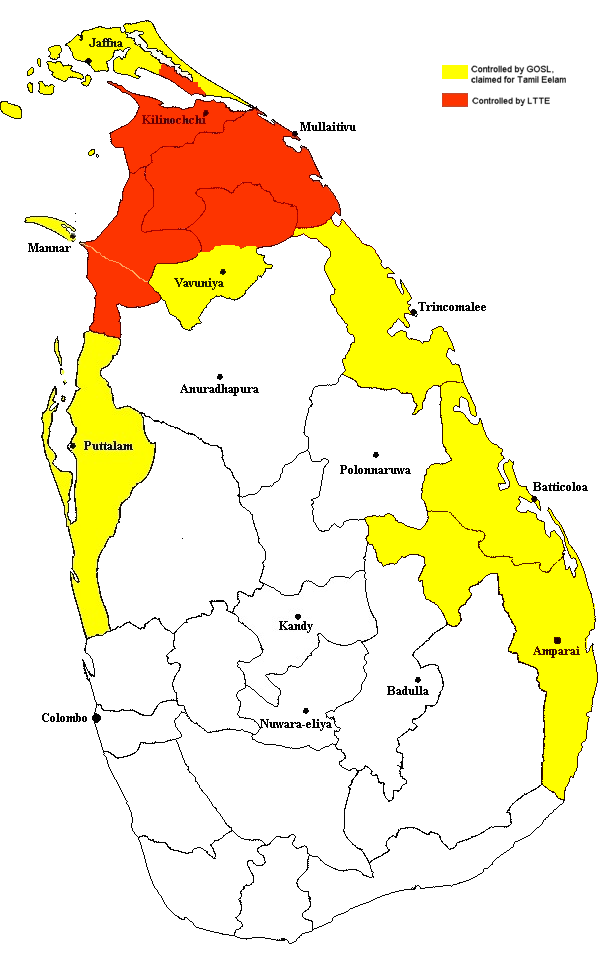
Sri Lanka 2007. LTTE kontrollerade det röda området och gjorde anspråk på de gula områdena. Notera att inbördeskriget avslutades 2009 av Sri-lankas armé genom att totalt utplåna LTTE. Samtliga stora ledare dödades. Sri lankas arme är en av de få arméer i världen som lyckats att avsluta ett gerillakrig.

Liberation Tigers of Tamil Eelam (tamil: தமிழீழ விடுதலைப் புலிகள், ISO 15919: tamiḻ iiḻa viṭutalaip pulikaḷ) (LTTE), de tamilska befrielsetigrarna, var en gerillarörelse bland tamilerna i Sri Lanka.

## Historia

### Bakgrund
1972 bildade Velupillai Prabhakaran Tamil New Tigers, som var en av ett otal tamilska organisationer som bildades för att motarbeta den singalesiska majoritetens diskriminerande politik gentemot den tamilska minoriteten.
Den 5 maj 1976 ombildades Tamil New Tigers under namnet Liberation Tigers of Tamil Eelam, LTTE. Prabhakaran var efter det deras ledare fram till organisationens upplösning. Ursprungligen var LTTE, liksom de andra militanta grupperna, en liten organisation utan någon betydande militär kapacitet. Efter de antitamilska upploppen i juli 1983 (som utlöstes av en LTTE-attack mot en singalesisk armépatrull) började dock Indien bistå LTTE och de andra separatistgrupperna med vapen och militär utbildning i den tamilska delstaten Tamil Nadu, och deras medlemsantal mångdubblades.

### Samarbete och konflikter
LTTE utmärkte sig tidigt genom sin kompromisslösa strategi och sin motvilja mot att samarbeta med andra tamilska grupper, även om organisationen vid en tid ingick i den gemensamma fronten Eelam National Liberation Front, som hade bildats av tre andra militanta grupper - TELO, EROS och EPRLF.
Konflikterna med de övriga tamilska grupperna nådde sin kulmen 1986, då LTTE gick till fullskalig attack mot TELO, och dödade eller tillfångatog hela dess ledarskap. Något senare attackerade LTTE även EPRLF och tvingade gruppen att dra sig tillbaka från Jaffnahalvön. Senare gjorde LTTE anspråk på att vara den enda legitima företrädaren för den tamilska minoriteten, och organisationen anklagas för en rad mord på tamilska meningsmotståndare.

### Kampen mot centralregeringen
LTTE förde framgångsrikt under flera decennier krig mot den singalesiskt dominerade regeringen i Colombo. Utanför den islamistiska världen torde ingen annan rörelse ha genomfört så många självmordsattentat som LTTE. Fram till 2008 kontrollerade LTTE en del av norra Sri Lanka, och hade sitt administrativa center i Kilinochchi.
Indiens stöd till LTTE upphörde i slutet av 80-talet, då LTTE tog till vapen mot den indiska fredsbevarande styrkan IPKF i Sri Lanka. Enligt den indiska polisutredningen var det personer aktiva i LTTE som mördade Rajiv Gandhi 1991.
I april 2004 misslyckades den högste militäre befälhavaren över LTTE:s styrkor i östra Sri Lanka, Vinayagamoorthi Muralitharan (mer känd som Karuna), med ett uppror mot LTTE-ledningen. Efter det bildade han en utbrytargrupp som opererade i regeringskontrollerade områden i öst. Karuna förde befäl över 7 000 av LTTE:s soldater.

### Nederlag
LTTE:s huvudbas i Kilinochchi erövrades av regeringssoldater den 2 januari 2009. Deras sista fäste, Mullaitivu, intogs den 25 januari.
LTTE uppgav den 17 maj 2009 på en rebellvänlig webbplats att man ger upp den militära kampen men LTTE existerar fortfarande som en underjordisk rörelse i Sri Lanka och utomlands.
Enligt den lankesiska militären har det bekräftats att LTTE:s ledare, Velupillai Prabhakaran, dödades på morgonen den 18 maj 2009 tillsammans med sina närmaste män. Den lankesiske överbefälhavaren sade i ett officiellt uttalande att Sri Lankas försvarsmakt besegrat "rebellerna och befriat hela landet". Velupillai Prabhakaran gömde sig i en skyddszon för civila flyktingar när han blev dödad.

## Terrorism
Organisationen genomförde flera uppmärksammade terrordåd och var terroriststämplat av ett antal länder, bland dem USA. Organisationen terroriststämplades i maj 2006 även av EU. Tamiler i bland annat Norge, Sverige och Danmark demonstrerade mot beslutet.

## Kapacitet
LTTE tros ha haft omkring 10 000 stridande medlemmar. Majoriteten av dem var fotsoldater, men rörelsen hade även en flotta som kallas Sea Tigers. LTTE hade även under ett antal år försökt bygga upp en kapacitet för flygattacker och på natten mot den 26 mars 2007 genomförde två lätta flygplan från LTTE en bombräd mot den militära flygbasen i Katunayake. Rörelsen hade även skvadroner av självmordssoldater, som kallades Black Tigers.